# Kolinészteráz
A kolinészteráz (EC 3.1.1.8, szabályos név: acilkolin-acilhidroláz) kolinalapú észterek hidrolízisét katalizálja:
acilkolin + H2O → kolin + karboxilát
Néhányuk neurotranszmitterként funkcionál. Ezek a két enzim egyike, melyek a kolinerg neurotranszmitterek hidrolízisét katalizálják, például az acetilkolint felbontják kolinná és ecetsavvá. E reakciók fontosak egy kolinerg neuron nyugalmi állapotba való visszatérésére aktiváció után. Például az izomkontrakció során egy ideg–izom kapcsolatban lévő acetilkolin kontrakciót okoz, de hogy az izom ellazuljon, és ne maradjon összehúzott állapotban, az acetilkolint egy kolinészteráznak le kell bontania. A legfőbb enzim, mely ezt végrehajtja, az acetilkolin-észteráz (más néven kolinészteráz I vagy eritrocita-kolinészteráz), mely főképp kémiai szinapszisokban és vörösvérsejtmembránokban található. A másik fő típus a butirilkolin-észteráz (kolinészteráz II vagy plazma-kolinészteráz), mely főképp a plazmában van.

## Típusok és nevezéktan
A kolinészteráz két fő típusa az acetilkolin-észteráz (ACHE) és a butirilkolin-észteráz (BCHE). A két típus közti különbség a szubsztrátpreferenciájuk: előbbi az acetil-, utóbbi a butirilkolint bontja le hatékonyabban.
A kolinészteráz fogalmat néha kifejezetten a butirilkolin-észterázra használják, de e használat azt okozza, hogy a „kolinészteráz” és a „hamis kolinészteráz” (pszeudokolinészteráz) ekkor ugyanazt jelentik, és az acetilkolin-észterázt nevezik „igaz” kolinészteráznak, ami azt okozza, hogy a kolinészteráz és az igaz kolinészteráz nem azonos enzimet jelölnek. Azonban e használat elavult; a jelenlegi, egyértelmű HGNC-nevek és szimbólumok az acetilkolin-észteráz (ACHE) és butirilkolin-észteráz (BCHE).
Az acetilkolin-észteráz (EC 3.1.1.7) (ACHE, más néven AChE, kolinészteráz I, eritrocita-kolinészteráz, vvs-kolinészteráz vagy (legformálisabban) acetilkolin-acetilhidroláz), elsősorban vörösvérsejtmembránokban, ideg–izom kapcsolatokban és más idegi szinapszisokban található. Az acetilkolin-észteráz több molekuláris formában található. Az emlősök agyában a legtöbb ACHE G4 tetramerként fordul elő kisebb mennyiségű G1 (monomer, 4S) formával.
A butirilkolin-észteráz (EC 3.1.1.8) (BCHE, más néven kolinészteráz II, BChE, BuChE, plazma-kolinészteráz (PChE), szérum-kolinészteráz (SChE), vagy (legformálisabban) butirilkolin-butirilhidroláz) a májban termelődik, és elsősorban a vérplazmában található. A butiril- előtag a butánra utal, melynek egy szubsztituált terminális szénatomja van.
A BCHE felezési ideje 10-14 nap. Az előrehaladott májbetegség csökkent BCHE-szintet okoz. A csökkenésnek 75% felettinek kell lennie a szukcinilkolin okozta neuromuszkuláris blokkolás előtt.

## Felfedezés
1968-ban Walo Leuzinger és társai sikeresen megtisztítottak és kikristályosítottak elektromos rájákból származó acetilkolin-észterázt a New York-i Columbiai Egyetemen.
Az acetilkolin-észteráz 3 dimenziós szerkezetét 1991-ben határozták meg Joel Sussman és társai a csendes-óceáni elektromos rájákból származó fehérje használatával.
Klinikai mennyiségű butirilkolin-észterázt szintetizált 2007-ben a PharmAthene genetikailag módosított kecskékkel.

## Klinikai jelentősége
A BCHE enzim hiánya vagy mutációja butirilkolinészteráz-hiányhoz vezet. Ez egy eleinte tünetmentes betegség, mely csak szukcinilkolin vagy mivakurium beadása után mutat tüneteket.
A butirilkolinészteráz-hiány érintheti a fogászati beavatkozások esetén is a helyiérzéstelenítő-választást. Az enzim fontos szerepet játszik az észteralapú helyi érzéstelenítők lebontásában, a hiánya csökkenti a legnagyobb biztonságos adagot, és megnöveli a káros hatások kockázatát. Az ilyen betegek esetén amidalapú megoldás ajánlott.
A plazma-BCHE-szintek emelkedését figyelték meg akut szívizom-infarktusos esetek 90,5%-ában.
Az ACHE jelenléte a magzatvízben ellenőrizhető a terhesség korai szakaszában. A magzatvízminta vétele amniocentézissel történik, és az ACHE jelenléte számos gyakori születési rendellenességre utalhat, például hasfali vagy idegrendszeri rendellenességekre.
A BCHE idegmérgek és más szervesfoszfát-mérgezések elleni profilaxisra is használható.
Néhány korai kutatás szerint a genetikai alapú butirilkolinészteráz-hiány oka lehet a hirtelen gyermekhalálnak.

## Inhibitorok
A kolinészteráz-inhibitor (antikolinészteráz) az enzim hatását megakadályozó anyag. Fontos szerepe miatt a kolinészterázok funkciójára ható vegyületek erős idegmérgek, melyek megnövekedett nyál- és könnytermelést okoznak kis mennyiségben, melyet izomgörcsök és végül halál követ (például néhány kígyóméreg vagy a szarin és a VX gáz is ilyenek). Egy ellenmérgük a pralidoxim. Az ideggázok és számos rovarirtóban használt anyag hatása egy szerinnel való egyesüléssel hat, mellyel teljesen megakadályozza az enzim működését. Az acetilkolin-észteráz lebontja az acetilkolint, mely az ideg–izom kapcsolatokból felszabadul, így az izom vagy szerv ellazul. Az acetilkolin-észteráz gátlásának eredménye az acetilkolin-mennyiség megnövekedése és továbbhatása, így minden idegi impulzus továbbadódik, és az izom-összehúzódás nem szűnik meg.
A leggyakoribb acetilkolin-észteráz-gátlók közt foszforalapú vegyületek vannak, melyek az enzim aktív helyéhez kötődnek. A szerkezetükben egy foszforatom van, rajta két lipofil csoporttal, egy távozó csoporttal (például halogenid vagy tiocianát) és egy terminális oxigénnel.
Néhány benzodiazepin gátolja a kolinészterázt.
A kolinészteráz-szintek felhasználhatók arzénnek való kitettség jelzésére.